# Бертольд фон Танненроде
Бертольд фон Танненроде — ландмейстер Тевтонского ордена в Германии (1243-1245).
13 января 1227 года встретился с великим магистром Тевтонского ордена Германом фон Зальца, от которого получил поручение сопровождать немецкого короля Генриха VII по его пути в Ахен. В 1236-1238 годах пребывал в должности ландфогта в Эльзасе. Во время своей службы Ордену практически всё время находился в Германии при дворах немецких королей или императоров, выполняя поручения великого магистра.